# Amber Tamblyn

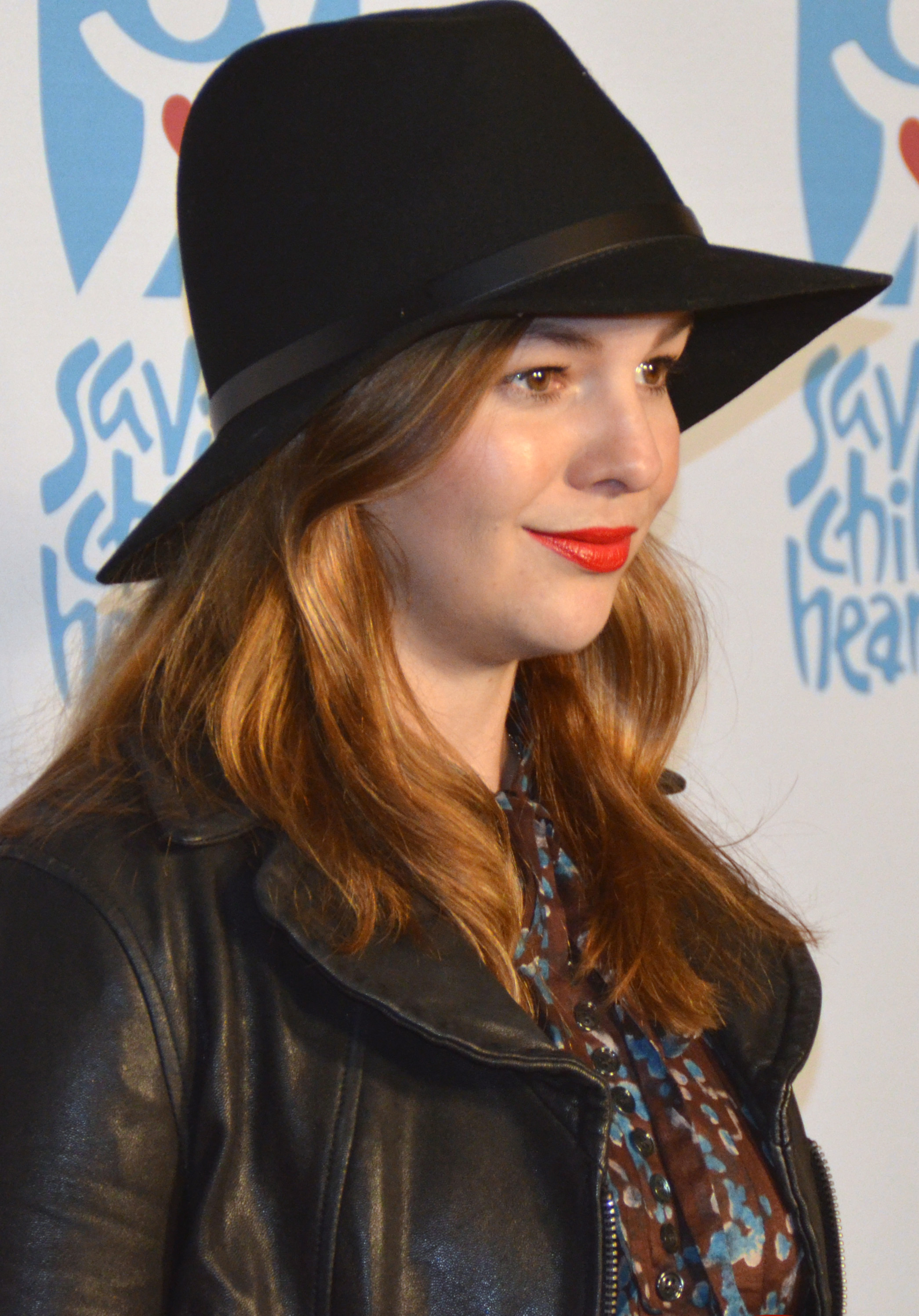
Amber Tamblyn (2014)

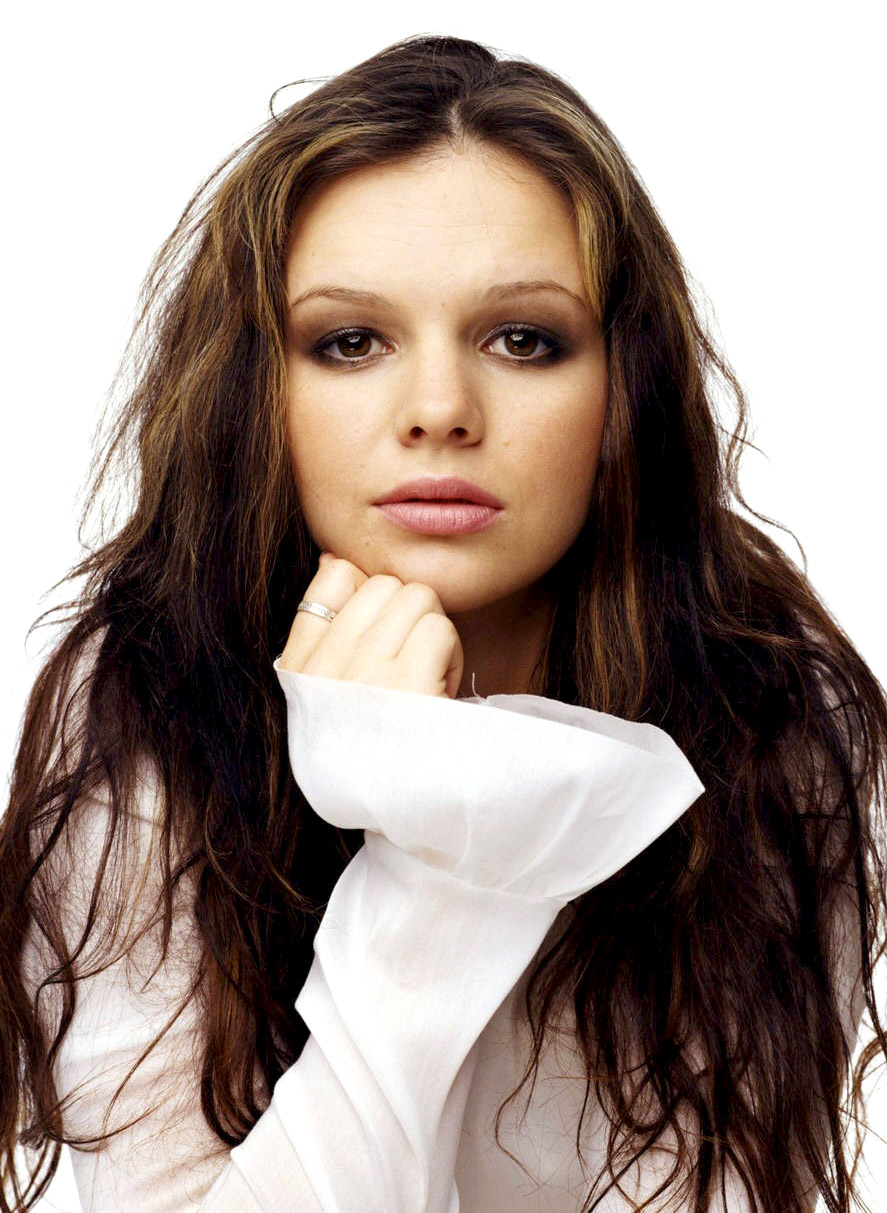
Amber Tamblyn (2004)

Amber Rose Tamblyn (* 14. Mai 1983 in Santa Monica, Kalifornien) ist eine US-amerikanische Schauspielerin, die mit der Titelrolle der Joan Girardi in der Fernsehserie Die himmlische Joan ihren Durchbruch hatte.

## Leben
Tamblyn ist die Tochter des Schauspielers Russ Tamblyn. Sie kam mit fünf Jahren auf die kalifornische Theaterschule Smash und wurde bei einer Schulaufführung in der Rolle der Pippi Langstrumpf bereits mit neun Jahren für Hollywood entdeckt, was ihr bald darauf die wiederkehrende Rolle der Emily in der US-Seifenoper General Hospital einbrachte. Es folgten weitere Gastauftritte in Fernsehserien wie Buffy – Im Bann der Dämonen oder Without a Trace – Spurlos verschwunden.
Ihren Durchbruch schaffte Tamblyn 2001 mit der Titelrolle in der CBS-Serie Die himmlische Joan, deren erste Staffel im Jahr ihrer Erstausstrahlung an Nummer eins der US-amerikanischen Serien-Quotenliste stand. Auch Tamblyns Vater war in drei Folgen in der Serie zu sehen.
Durch diesen Karrieresprung war sie in Folge zu Gast bei US-Fernsehgrößen wie David Letterman oder der MTV-Reihe Punk’d. Es folgten Rollen in Filmen wie Eine für 4, The Ring und Der Fluch – The Grudge 2 sowie die Hauptrolle in Blackout, einem Thriller des italienischen Schriftstellers Gianluca Morozzi. Neben Filmauftritten folgen weitere Serienrollen. So spielte Tamblyn 2009 in der kurzlebigen Polizei-Dramedy The Unusuals Detective Casey Shraeger. Ab 2010 war sie in der siebten Staffel der Erfolgsserie Dr. House als Ärztin Martha M. Masters zu sehen. In den Filmen 127 Hours und Main Street hatte Tamblyn 2010 größere Rollen inne. In dem Film Django Unchained spielt Amber die Tochter von Russ Tamblyn in seiner Rolle als Johnny Ketchum, dem Sohn des Revolverhelden. Ab der elften, vorletzten Staffel von Two and a Half Men hatte sie die Rolle der Jenny inne, der lesbischen Tochter von Charlie Harper (Charlie Sheen), womit sie die in der vorangegangenen Staffel nur noch zweiköpfig gewesene Hauptbesetzung der Sendung komplettierte.
2016 wurde mit Paint It Black ihr Regiedebüt veröffentlicht, an dessen Drehbuch sie auch beteiligt war.
Im Oktober 2012 heiratete Tamblyn David Cross, mit dem sie ab 2008 liiert und ab August 2011 verlobt war.
2018 wurde sie in die Academy of Motion Picture Arts and Sciences berufen, die jährlich die Oscars vergibt.

## Auszeichnungen
Tamblyn erhielt zweimal den Hollywood Reporter Award in der Kategorie Beste Jungschauspielerin für ihre Rolle in der Serie General Hospital. 2004 wurde sie für ihre Rolle in Die himmlische Joan für den Golden Globe und den Golden Satellite Award (Kategorie: Beste Seriendarstellerin) nominiert und erhielt den Saturn-Award in der Kategorie Beste Schauspielerin im US-Fernsehen.
Beim Internationalen Filmfestival von Locarno erhielt sie 2006 den Darstellerpreis für ihre Rolle im Film Stephanie Daley.

## Filmografie (Auswahl)

### Filme
- 1995: Rebellious
- 1995: Live Nude Girls
- 2002: Ring (The Ring)
- 2002: Ten Minutes Older: The Trumpet
- 2005: Eine für 4 (The Sisterhood of the Travelling Pants)
- 2006: Stephanie Daley
- 2006: Der Fluch – The Grudge 2 (The Grudge 2)
- 2007: The Spiral – Tödliches Geheimnis (The Spiral)
- 2007: Eine ganz normale Clique (Normal Adolescent Behavior)
- 2008: Blackout
- 2008: Eine für 4 – Unterwegs in Sachen Liebe (The Sisterhood of the Traveling Pants 2)
- 2008: The Russell Girl (Fernsehfilm)
- 2009: Spring Breakdown – Alter schützt vor Party nicht (Spring Breakdown)
- 2009: Gegen jeden Zweifel (Beyond a Reasonable Doubt)
- 2010: 127 Hours
- 2010: Main Street
- 2012: Django Unchained
- 2014: Growing Up and Other Lies
- 2014: X/Y
- 2014: 3 Nights in the Desert
- 2017: Girlfriend’s Day
- 2017: The Heyday of the Insensitive Bastards
- 2018: Nostalgia
- 2023: You Hurt My Feelings

### Fernsehserien
- 1995–2001: General Hospital (7 Folgen)
- 2001: Buffy – Im Bann der Dämonen (Buffy the Vampire Slayer, Folge 6x06)
- 2002: Boston Public (Folge 2x10)
- 2002: Twilight Zone (The Twilight Zone, Folge 1x01)
- 2002: CSI: Miami (Folge 1x11)
- 2003: Without a Trace – Spurlos verschwunden (Without a Trace, Folge 1x16)
- 2003–2005: Die himmlische Joan (Joan of Arcadia, alle Folgen)
- 2008: The Russell Girl
- 2009: The Unusuals (alle Folgen)
- 2010–2012: Dr. House (House, 15 Folgen)
- 2012: Portlandia (Folge 2x06)
- 2013–2015: Two and a Half Men (24 Folgen)
- 2013–2022: Inside Amy Schumer (7 Folgen)
- 2014: Community (Folge 5x13)
- 2018: Drunk History (Folge 5x04)
- 2021: Y: The Last Man  (8 Folgen)